# Lieuran-Cabrières
Lieuran-Cabrières – miejscowość i gmina we Francji, w regionie Oksytania, w departamencie Hérault.
Według danych na rok 1990 gminę zamieszkiwało 166 osób, a gęstość zaludnienia wynosiła 27 osób/km² (wśród 1545 gmin Langwedocji-Roussillon Lieuran-Cabrières plasuje się na 741. miejscu pod względem liczby ludności, natomiast pod względem powierzchni na miejscu 957.).